# Bastion

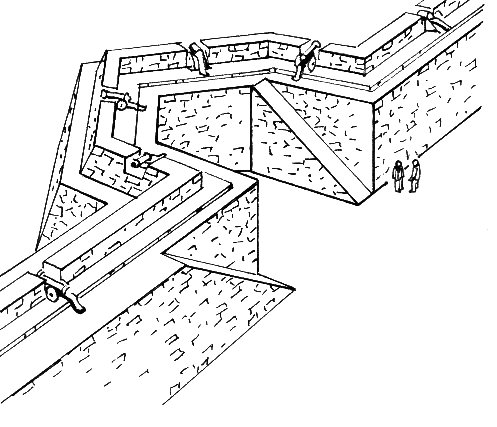
Náčrt bastionu

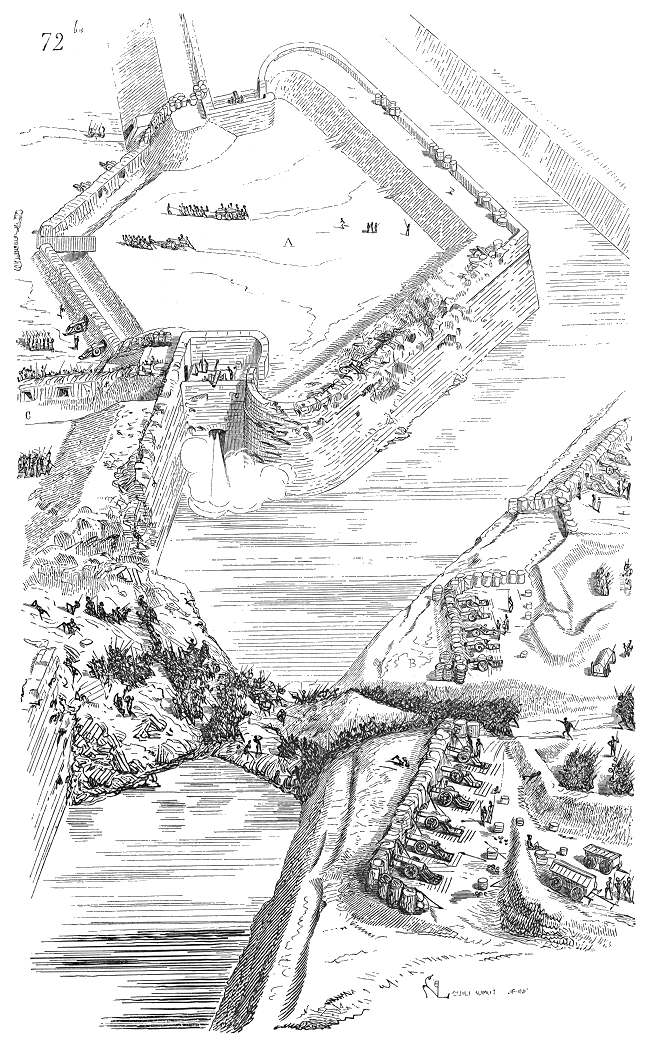
"Ušatý" bastion a dobývání bastionové pevnosti – prolomená kurtina

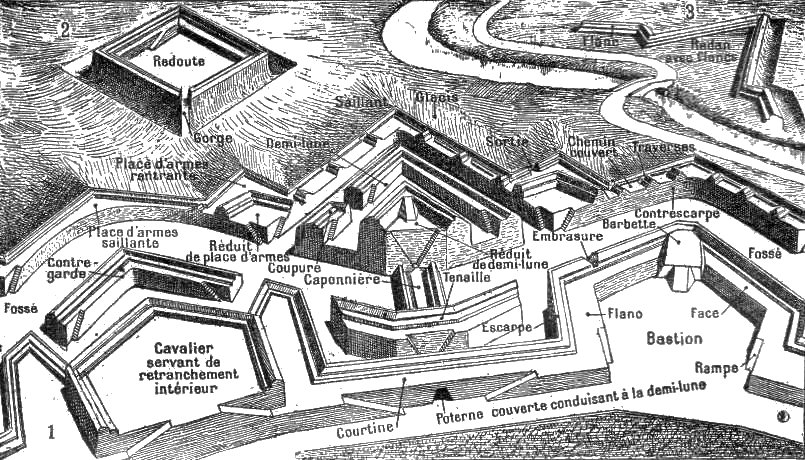
Bastionové opevnění

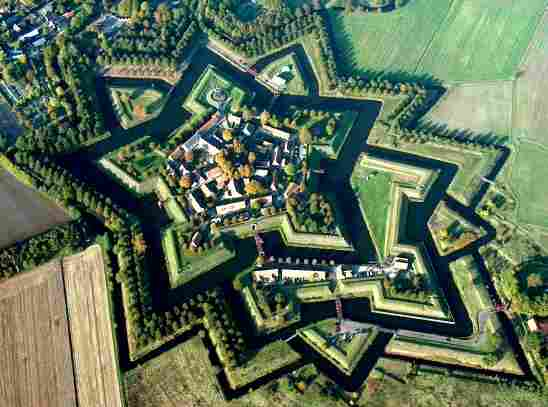
Bastionová pevnost Bourtange, provincie Groningen v Nizozemsku

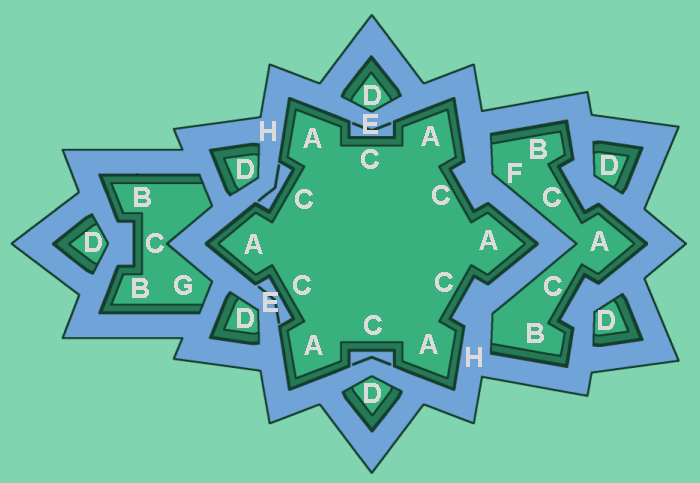
Bastionová pevnost, bastion je pod písmenem A, pod písmenem B je polobastion

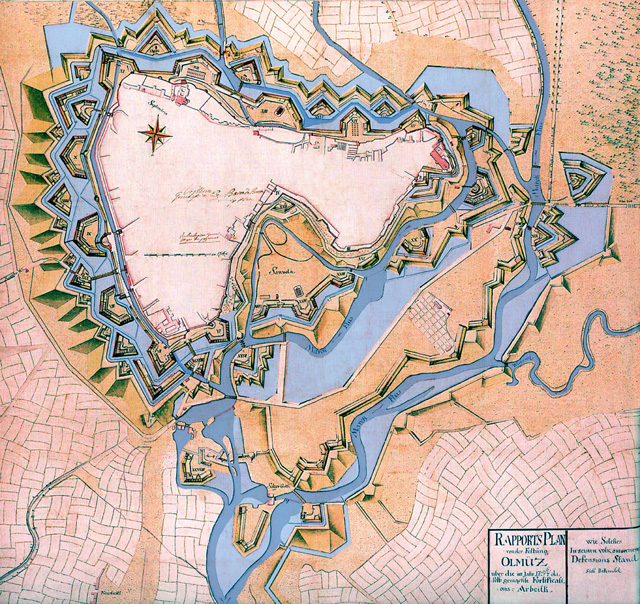
Plán dokončené bastionové pevnosti Olomouc z roku 1757 se zaplavením, ale hladina ještě nedosáhla maxima

Bastion je část opevnění vystupující mimo samotnou hradbu, na níž se koncentrují střelci a děla. Umožňuje obvykle ostřelování protivníka u paty hradby bez nadměrného ohrožení vlastních střelců a děl, taktéž podporuje sousední bastion. Obvykle se jedná o mohutnou stavbu přiléhající k hradbě sypanou zemí. Může být posílena dalšími obrannými prvky (např. kavalír, retranchment). Tento prvek se objevil teprve s masivním nástupem palných zbraní. Hradba spojující bastiony se nazývá kurtina.
Bastion je pětiúhelníková pevnostní stavba, jejíž dvě strany svírající špičku vysunutou do hradebního příkopu se nazývají líce, další dvě strany navazující na kurtiny se nazývají boky bastionu. Pátá strana – hrdlo bastionu (též šíje) – směřuje přímo do pevnostního města.
Nejslabším článkem bastionu byla jeho špička, na kterou se také nepřítel při dobývání pevnosti zaměřil. Pro obranu po dobytí špičky bastionu byly uvnitř bastionů, za jejich hrdlem, po jeho stranách nebo na kurtinách zřizovány již zmíněné kavalíry.

## Typy bastionů

### Podle úhlů stěn
- ostroúhlý
- pravoúhlý
- tupoúhlý

### Podle vnitřního uspořádání
- dutý (s dělostřeleckými galeriemi a kasematy uvnitř)
- plný (vysypaný zeminou)

### Podle typu stavby a napojení na další obranné prvky
- otevřený (směrem k pevnosti otevřen)
- uzavřený (směrem k pevnosti uzavřen vlastní zdí nebo hradbou, ke které přiléhá)
- ušnicový (ušatý)
- s rovnými boky

## Bastionové pevnosti v Česku
dochované
- Josefov
- Terezín

zbořené či jen částečně dochované
- Brno
- Hradec Králové
- Olomouc
- Plzeň
- Praha – Mariánské hradby, Vyšehrad

Kdysi české Kladsko (nyní v Polsku) je také opevněno bastionovou pevností.